# Lauenburg/Elbe
Lauenburg/Elbe este un oraș din landul Schleswig-Holstein, Germania.

## Personalități
- Karl Ludwig Harding (1765 - 1834), astronom german

1. ↑   https://thorben-brackmann.de/ueber-mich/ Lipsește sau este vid: |title= (ajutor)
2. ↑  Alle politisch selbständigen Gemeinden mit ausgewählten Merkmalen am 31.12.2018 (4. Quartal) (în germană), Statistisches Bundesamt[*], arhivat din original la 10 martie 2019, accesat în 10 martie 2019